# Alopecosa exasperans
Alopecosa exasperans là một loài nhện trong họ Lycosidae.
Loài này thuộc chi Alopecosa. Alopecosa exasperans được Octavius Pickard-Cambridge miêu tả năm 1877.